# David Winninger
Pour les articles homonymes, voir Winninger.
David Winninger (né le 10 octobre 1949) est un homme politique provincial et municipal canadien de l'Ontario. Il représente la circonscription de London-Sud à titre de député du Nouveau Parti démocratique de l'Ontario de 1990 à 1995.

## Biographie
Née à London en Ontario, Winninger fait un baccalauréat en arts et une maîtrise en arts de l'Université Western Ontario. Il réalise aussi un baccalauréat en droit de l'Université McGill de Montréal. Avant son entrée en politique, il pratique le droit et reçoit un prix du Barreau du Québec en 1977.

## Carrière politique

### Politique provinciale
Élu député de London-Sud en 1990, il tente précédemment de se présenter dans cette circonscription en 1985 et en 1987, mais termine troisième lors de ces deux élections,.
Après les élections de 1990 où les Néo-démocrates remportent un gouvernement majoritaire, Winninger est élu dans London-Sud. Il sert comme secrétaire parlementaire du procureur général de 1990 à 1995, soit pendant l'ensemble du mandat. En 1992, il présente un projet de loi privé pour sauver le Talbot Block, un site historique basé à London.
Les Néo-démocrates étant défaits en 1995, Winninger perd également dans sa circonscription contre le progressiste-conservateur Bob Wood.

### Politique municipal
Winninger devient conseiller municipal de London en 2000. Réélu en 2003 et en 2006, lors de cette dernière élection, il représente le ward 11 dans le nouveau système de 14 wards du conseil municipal de London. Durant cette période, il siège au conseil de la bibliothèque publique de la ville. Il est défait lors des élections municipales de 2010.